# Loredana Limone
Loredana Limone (Napoli, 16 ottobre 1961 – Milano, 8 dicembre 2018) è stata una scrittrice e gastronoma italiana.

## Biografia
Esordì nel 2002 con la raccolta Il trenino arlecchino e altre storie, cui succedettero diversi altri libri di fiabe e di gastronomia. Il primo romanzo che la fece conoscere al grande pubblico è Borgo Propizio (2012), che ricevette nello stesso la menzione speciale al Premio Fellini, "rivolto alle autrici italiane che nei loro testi sono riuscite ad interpretare al meglio l’aspetto della creatività onirico-immaginaria, la sensibilità psicologica, la creatività e talvolta la crudezza che ispirarono il lavoro di Fellini": sia quello che i suoi seguiti sono stati ristampati più volte a Milano (città dove si era stabilita) dalla casa editrice TEA. Gestiva il laboratorio di scrittura creativa gastronomica Sapori letterari presso la Biblioteca civica "Lino Penati" di Cernusco sul Naviglio.
Loredana Limone è morta nel dicembre 2018 per un sarcoma alla gamba, contro il quale lottava da tempo.

## Opere principali
- Lo zucchino d'oro. Cinquanta ricette con il fior fiore dell'orto, Firenze, Vallecchi, 2008
- Borgo Propizio, Parma, Guanda 2012
- E le stelle non stanno a guardare, Firenze, Salani, 2014,
- Un terremoto a Borgo Propizio, Firenze, Salani, 2015